# Agonie și extaz
Agonie și extaz (The Agony and the Ecstasy) este un roman biografic scris de Irving Stone în 1961 bazat pe viața lui Michelangelo Buonarroti. Cartea a apărut în traducere românească în 1966 la Editura pentru literatura universală.  
Romanul a fost ecranizat în 1965 avându-l în rolul lui Michelangelo Buonarroti pe Charlton Heston.